# Thomas Clarke Theaker

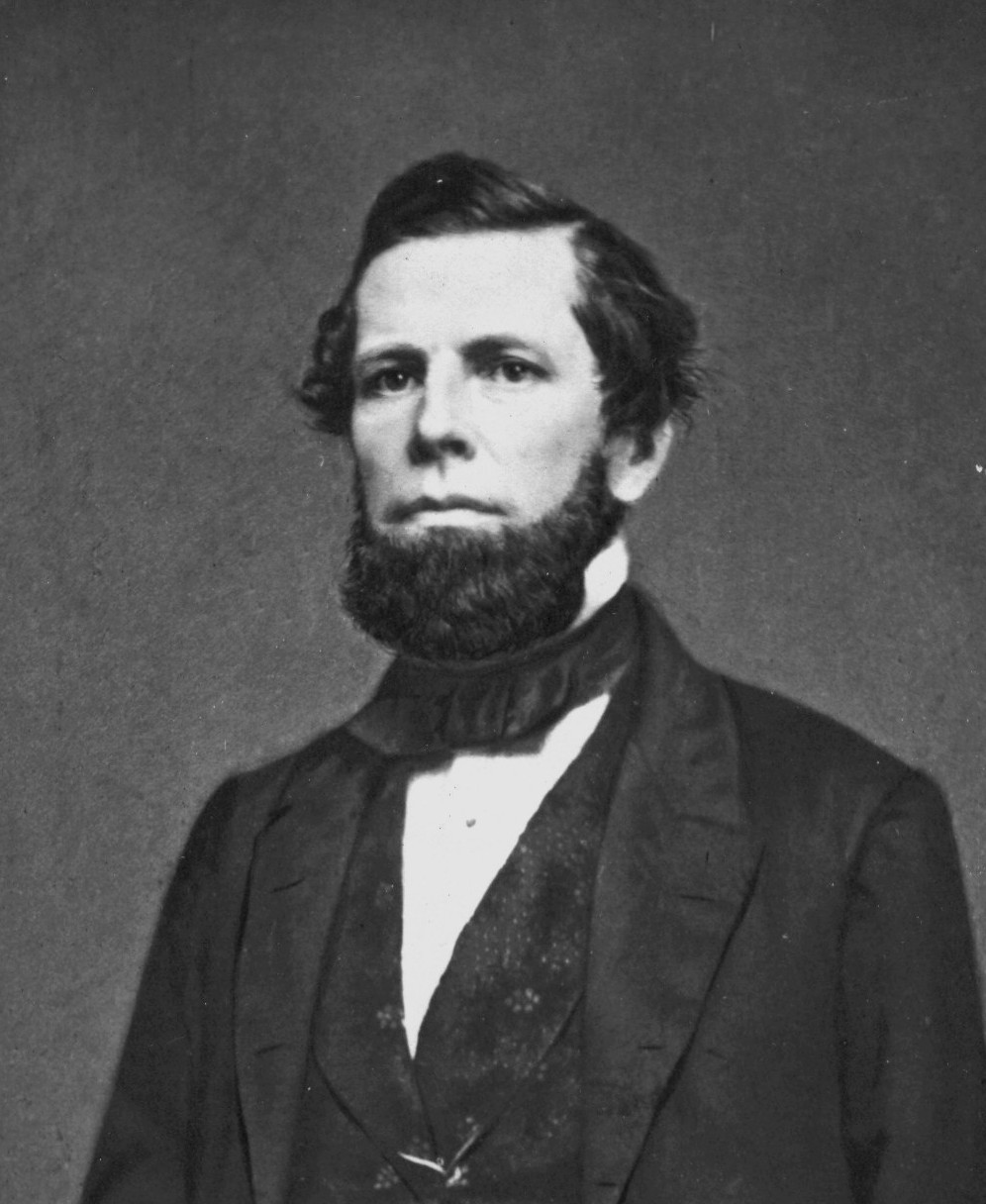
Thomas Clarke Theaker

Thomas Clarke Theaker (* 4. Februar 1812 im  York County, Pennsylvania; † 16. Juli 1883 in Oakland, Maryland) war ein US-amerikanischer Politiker. Zwischen 1859 und 1861 vertrat er den Bundesstaat Ohio im US-Repräsentantenhaus.

## Werdegang
Thomas Theaker besuchte die öffentlichen Schulen seiner Heimat. Im Jahr 1830 zog er nach Bridgeport in Ohio, wo er als Maschinist und Wagner arbeitete. Später schlug er als Mitglied der Republikanischen Partei eine politische Laufbahn ein. Bei den Kongresswahlen des Jahres 1858 wurde er im 17. Wahlbezirk von Ohio in das US-Repräsentantenhaus in Washington, D.C. gewählt, wo er am 4. März 1859 die Nachfolge des Demokraten William Lawrence antrat. Da er im Jahr 1860 nicht bestätigt wurde, konnte er bis zum 3. März 1861 nur eine Legislaturperiode im Kongress absolvieren. Diese war von den Ereignissen im unmittelbaren Vorfeld des Bürgerkrieges geprägt.
Im Jahr 1864 wurde Theaker in die Kontrollbehörde des Bundespatentamtes berufen (Commissioner to investigate the Patent Office). Zwischen 1865 und 1868 leitete er das Patentamt. Dabei musste er sich mit einer Flut von Patentanmeldungen befassen, die während des Bürgerkrieges eingegangen waren. Außerdem musste auch die Frage nach den Ansprüchen der Erfinder aus den vormaligen Konföderierten Staaten beantwortet werden. Nach 1868 war er Patentanwalt in der Bundeshauptstadt Washington. Er starb am 16. Juli 1883 in Oakland und wurde in Bridgeport beigesetzt.